# Ирина Гръцка
Ирина Гръцка и Датска (на италиански: Irene di Grecia; на гръцки:  Πριγκίπισσα Ειρήνη της Ελλάδας και της Δανίας; * 13 февруари 1904, Атина, Кралство Гърция; † 15 април 1974, Фиезоле, Италия) е принцеса на Гърция и на Дания и чрез брак с Аймон Савойски-Аоста херцогиня на Сполето, херцогиня на Аоста и кралица на Хърватия.

## Произход
Иринa е родена 13 февруари 1904 в Атина като Ирини цу Щлезвиг-Холщайн-Зонденбург-Глюксбург, принцеса на Гърция и Дания. Тя е втората дъщеря и петото дете в семейството на гръцкия крал Константинос I и на пруската принцеса София. По майчина линия е правнучка на британската кралица Виктория, а по бащина – правнучка на датския крал Кристиан IX и праправнучка на руския император Николай I. Тя е по-малка сестра на трима гръцки крале - Георгиос II, Александрос I и Павлос I, както и на румънската кралица Елена.

## Биография
През 1927 г. Иринa е сгодена за датския принц Кристиан фон Шаумбург-Липе, племенник на прадядо ѝ – датския крал Кристиан IX. Планираният брак обаче не се осъществява.
На 1 юли 1939 г. се омъжва за италианския принц Аймон Савойски-Аоста, херцог на Сполето. Двамата имат един син:
- Амадей Роберт Константин Йордан Павел Елена Мария Флоренц Звонимир Савойски-Аоста (* 1943, † 2021)

На 3 март 1942 съпругът на Ирина става четвърти херцог на Аоста — титла, която наследява от починалия си брат Амадей. Близо година преди това, на 18 май 1941 г., приемайки името Томислав II, Аймон Савойски-Аоста е провъзгласен за крал на Независима хърватска държава, създадена от нацистите след окупацията на Югославското кралство. Новата хърватска кралица и съпругът ѝ никога не стъпват в Хърватия, а и Ирина не подкрепя приемането на хърватската корона от съпруга ѝ. В крайна сметка Аймон се отказва от титлата на 12 октомври 1943 г. след като Италия излиза от войната.
През периода 1941-1942 г. Ирина е на фронта в Светския съюз, където служи като милосърдна сестра към Международния червен кръст.
След като Италия сключва примирие със Съюзниците, през 1944 г. принцеса Ирина и синът ѝ са арестувани от нацистите и заедно с други членове на семейството са затворени в един концентрационен лагер в Австрия, откъдето по-късно са преместена в друг лагер в Полша. По това време здравето на сина ѝ рязко се влошава. Лагерът на Ирина е освободен от френски войници.
След края на войната Ирина и семейството ѝ живеят в изгнание в Швейцария. След смъртта на съпруга ѝ в Буенос Айрес през 1948 г. херцогинята на Аоста се завръща отново в Италия, където умира на 15 април 1974 г. в град Фиезоле.